# Вільярта
Вільярта (ісп. Villarta) — муніципалітет в Іспанії, у складі автономної спільноти Кастилія-Ла-Манча, у провінції Куенка. Населення — 965 осіб (2010).
Муніципалітет розташований на відстані близько 210 км на південний схід від Мадрида, 80 км на південний схід від Куенки.

## Демографія
Динаміка населення (INE ):